# Оконный кондиционер
Оконный кондиционер — разновидность кондиционера, выполненная в виде моноблока, устанавливаемого в окно или специальный проем. 

## Устройство
Все составляющие части оконного кондиционера собраны в едином корпусе. Отвод тепла производится через радиатор во внешней части кондиционера.
Оконный кондиционер монтируется в оконную раму или проём в стене. В некоторых конструкциях кондиционеров (например, в отечественных БК) для улучшения отдачи тепла конденсатором, конденсат, образующийся на испарителе, не стекает в дренаж, а собирается на дне устройства, откуда захватывается лопастями вентилятора и разбрызгивается по поверхности конденсатора - вода испаряется с алюминиевых рëбер, дополнительно унося тепло.
В большинстве оконных кондиционеров компрессор работает циклично, периодически включаясь и выключаясь. Моментами включения и выключения управляет термодатчик. Это может быть механический термодатчик сильфонного типа (термостат, как в старых холодильниках), либо электронный. Существуют также компрессоры с частотным преобразователем (маркетинговое название - инверторные компрессоры), которые бесступенчато меняют скорость вращения за счёт изменения частоты переменного тока и никогда не останавливаются, вместо того чтобы циклически включаться и выключаться. Такие компрессоры, в отличие от обычных, не имеют конденсатора (полноценные трёхфазные асинхронные двигатели). 

## Достоинства
- Низкая стоимость монтажа/демонтажа при наличии соответствующего проема.
- Отсутствие разъемных соединений фреоновой магистрали резко снижает вероятность утечки хладагента.
- Функция приточной вентиляции (забор воздуха снаружи) в некоторых моделях.
- Повышенный срок службы.
- Простота конструкции.

## Недостатки
- В силу очевидных особенностей конструкции шумоизоляция компрессора от помещения труднореализуема и сильно удорожает конструкцию. В современных кондиционерах как правило эта проблема частично решена, кондиционеры работают относительно тихо (хоть и громче чем сплит-системы)
- Потери тепла в зимнее время из-за низкой теплоизоляции между "внутренней" и "внешней" половинами устройства. Рекомендуется демонтаж кондиционера на зимний период.
- Сложность установки в современные оконные рамы, если соответствующий проем не предусмотрен при изготовлении окон.

## Типы кондиционеров, распространённые на территории СНГ
| Кондиционер                                                                         | Описание | Хладагент           |
| ----------------------------------------------------------------------------------- | --- | ------------------- |
| Кондиционеры Бакинского завода (СССР) БК-1500, БК-2000, БК-2500.                    | Кондиционеры надежны, отличаются большим весом. До настоящего времени исправно работают. Кондиционеры после 1990 года выпуска (БК-1800, БК-2300) славятся низкой надежностью из-за недостатков электросхемы. | Фреон-22            |
| Кондиционеры Samsung, LG и других производителей выпущенных до середины 90-х годов. | Компактные, легкие кондиционеры с термостатами сильфоного типа. Работают только на охлаждение, без пульта ДУ.                                                                                                | Фреон-22            |
| Кондиционеры после середины 90-х годов.                                             | Кондиционер управляется электронной схемой. Часто имеется пульт ДУ. Возможна работа как на охлаждение, так и на обогрев.                                                                                     | Фреон-22 или R-410A |